# Темен-Суу
Темен-Суу (кирг. Төмөн-Суу) — село в Московском районе Чуйской области Кыргызстана. Административный центр Ак-Сууского аильного округа. Код СОАТЕ — 41708 217 804 01 0.

## География
Село расположено на правом берегу реки Ак-Суу, на расстоянии приблизительно 11 километров (по прямой) к юго-юго-западу (SSW) от села Беловодское, административного центра района. Абсолютная высота — 1127 метров над уровнем моря. Название селу дано по имени речки Темен-Суу являющейся притоком реки Ак-Суу и протекающей через село.

## Население
| год     | 2009 | 2014 | 2015 |
| ------- | ---- | ---- | ---- |
| человек | 1558 | 1855 | 1951 |